# 松下茂典
松下 茂典（まつした しげのり、1954年8月30日 - ）は、日本のスポーツライター。

## 経歴
石川県金沢市生まれ。星稜高等学校を出て明治大学商学部を卒業した。週刊誌の記者などを務めたのちに、スポーツ分野を専門とするノンフィクションライターとして活動を始めた。
第61回全国高等学校野球選手権大会での箕島対星稜延長18回を題材とした著書『神様が創った試合――山下・星稜VS尾藤・箕島延長18回の真実』などが知られる。同書は第12回小学館ノンフィクション大賞の候補作になる。
『あの日、野球の神様は“背番号3”を選んだ――天覧試合　昭和34年6月25日』は「第１回　サムライジャパン野球文学賞」のベストナイン（特別賞）に選ばれた。
高等学校の後輩にあたる松井秀喜に関する取材を続けていることで知られており、松井に関連する著作も多い。

### 発売差し止め騒動
松下の著書の発売を巡り、当時東北楽天ゴールデンイーグルス監督であった野村克也が出版差し止めを申し入れたが、出版社が発売を強行したため騒動となった。
2009年、松下は自身の週刊誌の連載を纏めた著書『捕手ほど素敵な商売はない――森祇晶vs野村克也』を上梓した。しかし、野村は同書の出版について何も知らされていなかった。野村と妻の沙知代は、発売数週間前に掲載された新聞広告で同書の存在を初めて知り、困惑した。
野村は出版元の朝日新聞出版に対し、弁護士を通じ出版差し止めを要求したが、朝日新聞出版は発売3日前の7月18日、一方的に同書の出版を知らせるファックスを野村宛に送付、同書の発売を強行した。野村は「俺にひと言の断りもなく。そりゃ女房も怒るわな。“森さんに許可を得た”と言うんやけど、森のところに行って、なんで俺のところに来ないんだ。ふざけんじゃないって」「（松下は）森と親しいらしくて、森の名前じゃ売れないから、俺の名前を使ったんだろう？見え見えだ。今、俺の名前を使えば、1万部ぐらいはでるだろうから」などと指摘した。
松下茂典に対し、野村は「松下なんて全然面識もないし、どんなヤツかもしらん」としている。

### 円谷幸吉の記事を巡る名誉毀損裁判
2020年1月、宝島社から発行された「別冊宝島Special 真相 戦後の昭和怪事件&スキャンダル」に、松下が執筆した「円谷幸吉を自殺に追い込んだ人物」という記事が掲載された。円谷は1964年東京五輪で男子マラソンに出場し、陸上競技で唯一のメダル（銅メダル）を獲得するなど国民的英雄とうたわれたが、1968年に27歳で自死。記事では、円谷の元上司であった吉池重朝の実名を挙げ、「円谷幸吉を自殺に追い込んだ人物」「『独裁者』と呼ばれていた」、円谷の葬儀では何者かが吉池に「人殺し！」と罵声を浴びせたことがあったとして「罵声は誰もが心に秘めていたことだった」などと記載した。
これに対し吉池の遺族は、円谷の自死の原因には諸説あり、唯一の原因といわれるような直接的な原因は特定されていないとしたうえで、名誉毀損であるとして出版社の宝島社などに損害賠償を求め東京地裁に提訴した。

## 著書
- 『ドンを越えた男：「巨人軍監督」藤田元司・しんぼうに辛抱のリーダーシップ』ダイヤモンド社、1990年。
- 『不敗の監督学：西武ライオンズ森祇晶常勝の秘密』オーエス出版、1991年。
- 『花の嵐：花田家三代若・貴物語』広済堂出版、1993年。
- 『長嶋茂雄にっぽん人の詩：雌伏12年、群雲迷う日々に』ダイヤモンド社、1993年。
- 『松井秀喜：星とバットと』東京書籍、1994年。
- 『プロ野球全外国人助っ人大事典：ファンを沸かせた名選手・異色選手の全記録』東京堂出版、2002年。
- 『心が変われば：山下智茂・松井秀喜を創った男』朝日新聞社、2003年。
- 『神様が創った試合：山下・星稜VS尾藤・箕島延長18回の真実』ベースボール・マガジン社、2006年。
- 『松井秀喜55の言葉』東京書籍、2006年。
- 『あの日、野球の神様は“背番号3”を選んだ--天覧試合　昭和34年6月25日』ベースボール・マガジン社、2009年。
- 『捕手ほど素敵な商売はない：森祇晶vs野村克也』朝日新聞出版、2009年。
- 『新説・ON物語：野球に人生を捧げたふたりの奇跡の軌跡』双葉新書、2011年。
- 『奇跡の采配術：箕島・尾藤公の人間力野球』ベースボール・マガジン社新書、2011年。
- 『日本シリーズの決定的瞬間：その時、指揮官は何を決断したか』双葉新書、2011年。
- 『松井秀喜：試練を力に変えて　5打席連続敬遠 20年目の真実』ベースボール・マガジン社、2012年。
- 『ダルビッシュ有はどこから来たのか』潮出版社、2013年。
- 『高校野球を変えた男　原貢のケンカ野球一代』--息子・原辰徳、孫・菅野智之に刻み込まれたチャレンジ魂 マガジンハウス、2014年。
- 『東京オリンピック1964　サムライたちの挽歌』 潮新書、2019年。
- 『円谷幸吉 命の手紙』文芸春秋、2019年。

## 関連人物
- 藤田元司
- 松井秀喜
- 森祇晶